# Un mostro e mezzo
Un mostro e mezzo è un film del 1964, diretto da Steno con Ciccio Ingrassia e Franco Franchi

## Trama
Un ladro ruba una valigia ma questa contiene resti di un cadavere e il ladro viene condannato, ma viene liberato dal dottore derubato, che poi lo sottopone a una plastica facciale che lo rende involontariamente uguale a uno spietato criminale.

## Produzione
Inizialmente progettato per l'attore Boris Karloff (in quei mesi a Roma per girare il film I tre volti della paura) nel ruolo del "Professore" e per Totò in quello della cavia, il film venne infine assegnato alla popolare coppia comica Franco e Ciccio.

## Critica
(Fantafilm)